# 富永町 (豊田市)
富永町（とみながちょう）は、愛知県豊田市の町名。9の小字が設置されている。

## 地理
豊田市の北東部に位置し、稲武地区（旧東加茂郡稲武町の町域にほぼ相当する）に属する。北は牛地町、東は黒田町、南は小田木町、西は田津原町に隣接する。国道153号の途上である水別峠（みずわかれとうげ、豊田市小田木町）から北西に位置する山がちの町である。
町域南部では富永川が隣接する小田木町との町境に沿うように西進し、町域を越えた付近で小田木川に合流する。その富永川の源流は、町域南東部で小田木町との町境にまたがる富永調整池から富永ダムを通じての放流水である。
人家は町域のほぼ中央部に点在する。町域北部はほぼ深い山林に覆われている。町域東部は元々谷地であったのが、富永ダム建設に当たって生じた残土が埋め立てられて平坦地となった。現在ではその場所に名古屋市野外学習センターと関連施設が立地している。
産業は農林業が中心であるが、昭和30年代までは養蚕業も盛んであったという。

### 小字
出典 : 
- 石神（いしがみ）
- 馬屋ノ尻（うまやのしり）
- 貝内（かいと）
- 柿田洞（かきだぼら）
- 駒坂（こまざか）
- 所畑（ところばた）
- 西（にし）
- 藤ノ塔（ふじのとう）
- ヨシガタイラ

## 歴史

### 地名の由来
伝説では、永きに渡って富むことを願い、名づけられたとされる。

### 沿革
- 江戸期 - 寛永期の『三河国村々高附』においては「加茂郡冨永村」、天保期の郷帳においても「加茂郡冨永村」という表記が見受けられる[6]。
- 江戸期当初は幕府の直轄地であった[4]。
- 1698年（元禄11年）- 旗本松平与右衛門の知行地となる[4]。
- 1701年（元禄14年） - 再び幕府の直轄地となる[4]。
- 1708年（宝永5年） - 小田原藩領となる[4]。
- 1716年（享保元年） - 再び幕府の直轄地となる[4]。
- 1720年（享保5年） - 旗本青山氏の知行地となる[4]。
- 1871年（明治4年） - 大区小区制施行により、第4大区第8小区に所属する[6]。
- 1878年（明治11年） - 郡区町村編制法施行により、加茂郡が東加茂郡と西加茂郡に分割される。これに伴い、冨永村の所属が加茂郡から東加茂郡に変更される[4]。
- 1884年（明治17年）7月 - 戸長役場設置に伴い、冨永村、明賀村、牛地村、太田村、小滝野村、小渡村、閑羅瀬村、田津原村、時瀬村、万町村、余平村の11村が同組に組み込まれる[7]。
- 1889年（明治22年）10月1日 - 市制・町村制施行に伴い、冨永村および北設楽郡の小田木村、川手村、黒田村、桑原村、御所貝津村、武節町村の計7村が合併して北設楽郡武節村が誕生し[8]、冨永村は武節村大字富永に継承される[4]。
- 1940年（昭和15年）5月10日 - 武節村と稲橋村が合併し、北設楽郡稲武町が誕生する[9]。これに伴い、武節村大字富永が稲武町大字富永に継承される[4]。
- 2003年（平成15年）10月1日 - 稲武町の所属が北設楽郡から東加茂郡に変更される。
- 2005年（平成17年）4月1日 - 稲武町の豊田市への編入に伴い、住所表示が豊田市富永町に変更される。

### その他
- 村域の大部分が山林であることから、往時より近隣村とのあいだで境界に関わる争論が多かった。1765年（明和2年）、1771年（明和8年）、1873年（明治6年）、1877年（明治10年）に生じた近隣村との争論の記録が伝わっている[4]。
- 1867年（慶応3年）には、吉田藩に納めるために製造していた火薬が爆発する事故があり、死者や家屋の焼失が出ている[4]。

## 世帯数と人口
2019年（令和元年）7月1日現在の世帯数と人口は以下の通りである。
| 町丁   | 世帯数 | 人口 |
| ------ | ------ | ---- |
| 富永町 | 9世帯  | 24人 |

## 学区
| 番・番地等 | 小学校             | 中学校             |
| ---------- | ------------------ | ------------------ |
| 全域       | 豊田市立稲武小学校 | 豊田市立稲武中学校 |

## 施設
- 名古屋市野外学習センター
- 神明神社

天元期の勧進により建立されたという。また、同社の石祠は1792年（寛政4年）の作とされる。

## 文化財

### 散布地
- 所畑（ところばた）遺跡[12]、縄文時代、弥生時代、中世
- 石神（いしがみ）遺跡[12]、縄文時代
- 貝内（かいと）遺跡[12]、縄文時代

## その他

### 日本郵便
- 郵便番号 : 441-2526[2]（集配局：稲武郵便局[13]）。